# 哨戒艇19号
哨戒艇19号（ローマ字：PB No.19, PB-919）は、海上自衛隊の哨戒艇。19号型哨戒艇の1番艇。

## 艦歴
昭和45年度計画18t型哨戒艇921号艇として、IHIクラフト横浜工場で1970年11月1日に起工され、1971年2月25日に進水、1971年3月31日に就役し、呉地方隊阪神基地隊第2港湾哨戒隊に編入された。
1992年10月20日、除籍。